# Cosmisoma brullei
Cosmisoma brullei là một loài bọ cánh cứng trong họ Cerambycidae.